# آلسیو دی پتریلو
آلسیو دی پتریلو (انگلیسی: Alessio De Petrillo؛ زادهٔ ۲۲ نوامبر ۱۹۶۷) بازیکن فوتبال اهل ایتالیا است.
از باشگاه‌هایی که در آن بازی کرده‌است می‌توان به باشگاه فوتبال فوجا، البیا کالچو ۱۹۰۵، و باشگاه فوتبال امپولی اشاره کرد.